# Théâtre Rive gauche
Le théâtre Rive gauche est un théâtre parisien privé, situé 6, rue de la Gaîté dans le 14e arrondissement de Paris. La capacité de la salle est de quatre cents places.

## Historique
Ancien cabaret de Montparnasse transformé en cinéma, la salle est rachetée en 1986 par Alain Mallet, propriétaire du théâtre d'Edgar voisin, et qui la rebaptise « Grand Théâtre d'Edgar » (dit aussi « Grand Edgar »).
Il rouvre après travaux en 1994 sous le nom de « théâtre Rive gauche ». Le décor de façade, réalisé pour l'occasion, est une création du peintre français Pierre Clayette (1930-2005). La dégradation de la façade originelle a nécessité sa reconstitution en 2008.
En 2010, cinquante théâtres privés de Paris réunis au sein de l’Association pour le soutien du théâtre privé (ASTP) et du Syndicat national des directeurs et tourneurs du théâtre privé (SNDTP), dont fait partie le théâtre Rive Gauche, décident de se renforcer grâce à une nouvelle enseigne : les « Théâtres parisiens associés ».
En janvier 2012, Éric-Emmanuel Schmitt prend la direction de la salle en association avec le producteur et comédien Bruno Metzger et Yann Le Cam, fondateur et dirigeant d’ONG internationales.   
Consacré au répertoire contemporain, le théâtre Rive gauche programme de jeunes auteurs tels que Sébastien Blanc, Nicolas Poiret, Jean-Philippe Daguerre ou Gérard Savoisien, servis par des comédiens confirmés (Francis Huster, Clémentine Célarié, Marie-Christine Barrault) ou de nouveaux venus (Davy Sardou, Anouchka Delon, Julien Dereims, etc.).
Comme l’affirme Éric-Emmanuel Schmitt, « le théâtre Rive gauche perpétue l’idée que le théâtre est le lieu où tout est possible, où le mort peut se relever et où l'histoire d'amour la plus tragique peut recommencer le lendemain ». Théâtre très observé, le Rive gauche s’affirme comme un lieu qui « se consacre à la création contemporaine, à l’audace, à l’invention, à l’échange culturel ».
En 2025, le théâtre est repris par l'équipe du théâtre de la Gaîté-Montparnasse.

## Pièces représentées

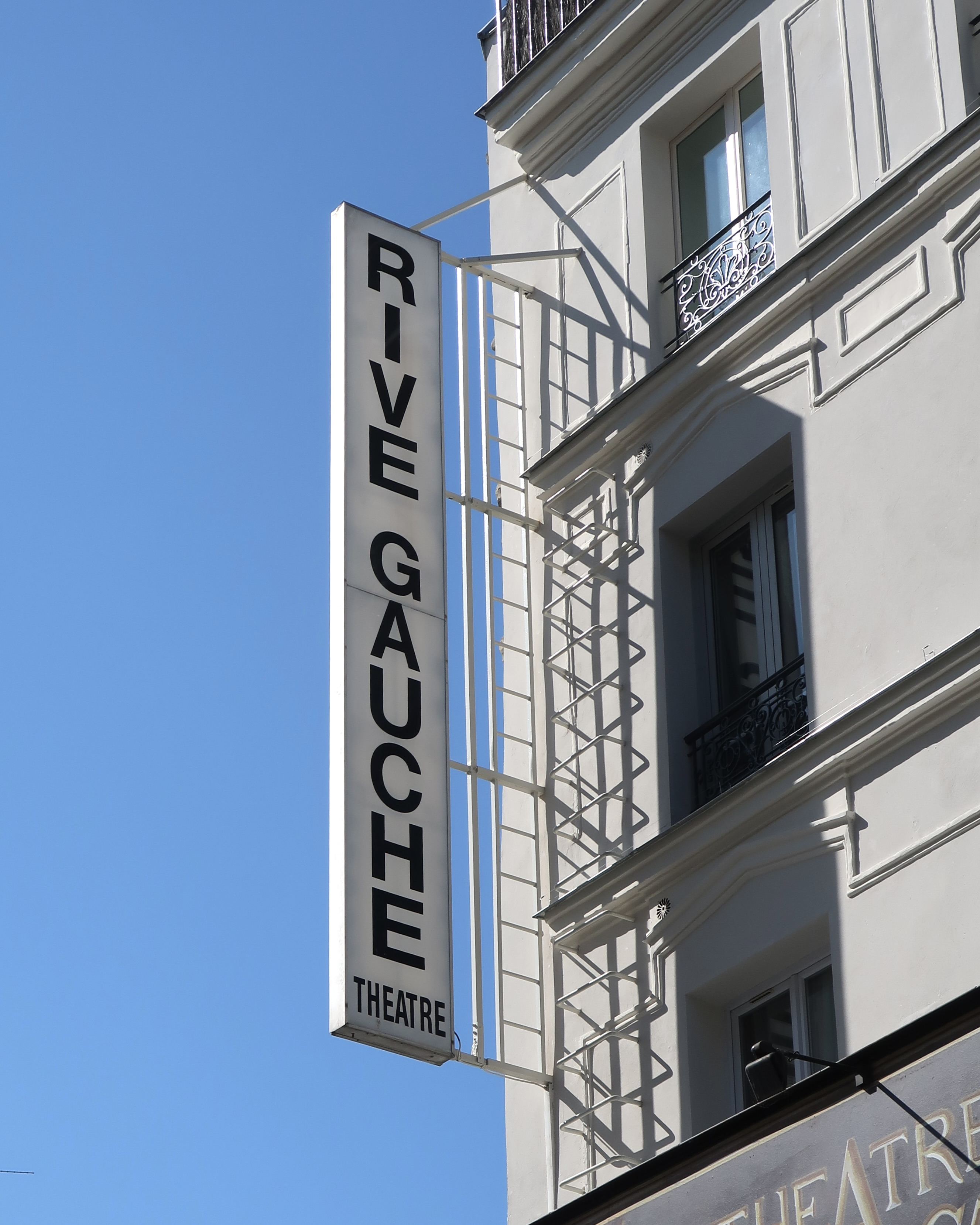

Source : Site officiel
- 2012 : Monsieur Ibrahim et les Fleurs du Coran de Éric-Emmanuel Schmitt, mise en scène Anne Bourgeois, avec Francis Lalanne
- 2012 : Le Journal d'Anne Frank, d'après Anne Frank, mise en scène Steve Suissa, avec Francis Huster et Roxane Duran
- 2012 : Billie Holiday, spectacle musical de Viktor Lazlo, mise en scène Éric-Emmanuel Schmitt
- 2013 : A tort et à raison de Ronald Harwood, mise en scène Odile Roire, avec Jean-Pol Dubois et Thomas Cousseau
- 2013 : Miss Carpenter de Marianne James et Sébastien Marnier, mise en scène Éric-Emmanuel Schmitt, avec Marianne James
- 2013 : The Guitrys d'Éric-Emmanuel Schmitt, mise en scène Steve Suissa, avec Claire Keim, Martin Lamotte  et Sylvain Katan
- 2014 : La Trahison d'Einstein d'Éric-Emmanuel Schmitt, mise en scène Steve Suissa, avec Francis Huster, Jean-Claude Dreyfus et Dan Herzberg
- 2014 : L'Affrontement, de Bill C. Davis, mise en scène Steve Suissa, avec Francis Huster et Davy Sardou
- 2014 : Georges et Georges d'Éric-Emmanuel Schmitt, mise en scène Steve Suissa, avec Davy Sardou, Alexandre Brasseur, Christelle Reboul, Véronique Boulanger, Zoé Nonn et Thierry Lopez
- 2014 : Le Joueur d'échecs de Stefan Zweig, mise en scène Steve Suissa, avec Francis Huster
- 2015 : L'Élixir d'amour d'Éric-Emmanuel Schmitt, mise en scène Steve Suissa, avec Marie-Claude Pietragalla et Éric-Emmanuel Schmitt.
- 2015 : Oscar et la Dame rose d'Éric-Emmanuel Schmitt, mise en scène Steve Suissa, avec Judith Magre
- 2015 : Vingt-quatre heures de la vie d'une femme de Stefan Zweig, mise en scène Steve Suissa, avec Clémentine Célarié
- 2016 : Libres sont les papillons de Leonard Gershe, mise en scène Jean-Luc Moreau, avec Nathalie Roussel, Anouchka Delon, Julien Dereims et Guillaume Beyeler
- 2016 : Une folie de Sacha Guitry, mise en scène Francis Huster, avec Olivier Lejeune, Lola Dewaere, Manuel Gélin, Marianne Giraud et Alice Carel
- 2016 : Petits crimes conjugaux d'Éric-Emmanuel Schmitt, mise en scène Jean-Luc Moreau, avec Fanny Cottençon et Sam Karmann
- 2016 :  Barbara et l'Homme en habit rouge , spectacle musical de Roland Romanelli et Rébecca Mai, mise en scène Éric-Emmanuel Schmitt, avec Roland Romanelli, Rébecca Mai et Jean-Philippe Audin
- 2016 : Le Chien d'Éric-Emmanuel Schmitt, mise en scène Marie-Françoise et Jean-Claude Broche, avec Mathieu Barbier et Patrice Dehent
- 2017 : Hôtel des deux mondes d'Éric-Emmanuel Schmitt, mise en scène Jean-Luc Moreau, avec Davy Sardou, Jean-Paul Farré, Jean-Jacques Moreau, Michèle Garcia, Odile Cohen et Noémie Elbaz
- 2017 : Le Bal d'Irène Némirovsky, mise en scène Virginie Lemoine, avec Lucie Barret , Brigitte Faure, Serge Noël et Françoise Miquelis
- 2017 : La Dame de chez Maxim de Georges Feydeau, mise en scène Johanna Boye, avec Vanessa Cailhol, Florian Choquart, Arnaud Dupont, Lauri Lupi, Garlan Le Martelot, Pamela Ravassard, Vincent Viotti et Mehdi Bourayou
- 2017 : Confidences de Joe Dipietro, mise en scène Jean-Luc Moreau, avec Marie-Christine Barrault, Alain Doutey, Arthur Fenwick et Claudia Dimier
- 2017 : Marie Tudor de Victor Hugo, mise en scène Pascal Faber, avec Pierre Azéma, Séverine Cojannot, Pascal Faber, Pascal Guignard, Frédéric Jeannot et Joëlle Lüthi
- 2018 : Mémoires d'un tricheur de Sacha Guitry, mise en scène Éric-Emmanuel Schmitt, avec Olivier Lejeune et Sylvain Katan
- 2018 : Monsieur Ibrahim et les Fleurs du Coran d'Éric-Emmanuel Schmitt, mise en scène Anne Bourgeois, avec Éric-Emmanuel Schmitt
- 2018 : Deux mensonges et une vérité de Sébastien Blanc et Nicolas Poiret, mise en scène Jean-Luc Moreau, avec Lionnel Astier, Raphaëline Goupilleau, Frédéric Bouraly, Julien Kirsche, Esther Moreau et Philippe Maymat
- 2018 :  Adieu monsieur Haffmann de Jean-Philippe Daguerre, avec Grégori Baquet, Charles Lelaure, Alexandre Bonstein, Julie Cavanna, Benjamin Egner, Franck Desmedt et Charlotte Matzneff
- 2019 : Mademoiselle Molière de Gérard Savoisien, mise en scène Arnaud Denis, avec Anne Bouvier, et Christophe de Mareuil en alternance avec Pierre-Olivier Mornas
- 2022 : L'Invention de nos vies de Karine Tuil, mise en scène Johanna Boyé
- 2022 : Les Filles aux mains jaunes de Michel Bellier, mise en scène Johanna Boyé
- 2023 : Ave César !, de Michele Riml, mise en scène Eric Laugérias
- 2023 : Madame Ming d'Éric-Emmanuel Schmitt, mise en scène Xavier Lemaire
- 2023-2024 : La Maison du loup de Benoît Solès, mise en scène Tristan Petitgirard
- 2023 : Moi et François Mitterrand de Hervé Le Tellier, mise en scène Delphine de Malherbe
- 2024 : Kessel, la liberté à tout prix de et mise en scène par Mathieu Rannou

## Distinctions
Distinctions reçues par les pièces présentées (en exclusivité ou non) au théâtre Rive Gauche.

### Récompenses
- Molière du one-man-show  1999 pour Philippe Avron
- Molière du meilleur spectacle comique 2001 pour Ladies Night de Anthony McCarten, Stephen Sinclair et Jacques Collard
- Molière de l'adaptateur 2003 pour Pascale de Boysson pour Le Regard
- Molière du théâtre privé et Molière du comédien 2010 pour Laurent Terzieff dans L'Habilleur de Ronald Harwood, mise en scène Laurent Terzieff
- Molière du comédien dans un second rôle 2014 pour Davy Sardou dans L'Affrontement de Bill C. Davis
- Molière de l'auteur francophone vivant 2018 pour Jean-Philippe Daguerre dans Adieu, monsieur Haffmann
- Molière du comédien dans un second rôle 2018 pour Franck Desmedt  dans Adieu, monsieur Haffmann de Jean-Philippe Daguerre, mise en scène Jean-Philippe Daguerre
- Molière de la comédienne dans un spectacle de théâtre privé en 2019 pour Anne Bouvier dans Mademoiselle Molière de Gérard Savoisien

### Nominations
- Molière seul(e) en scène 2015 pour Francis Huster dans Le Joueur d'échecs mise en scène Steve Suissa
- Molière de la révélation masculine 2016 pour Julien Dereims dans Libres sont les papillons
- Molière du metteur en scène d’un spectacle de théâtre privé 2018 pour Jean-Philippe Daguerre dans Adieu, monsieur Haffmann
- Molière du comédien dans un spectacle de théâtre privé 2018 pour Grégori Baquet dans Adieu, monsieur Haffmann
- Molière de la comédie 2018 pour Deux mensonges et une vérité de Sébastien Blanc et Nicolas Poiret, mise en scène Jean-Luc Moreau
- Molière de la comédienne dans un second rôle 2018 pour Pamela Ravassard dans La Dame de chez Maxim de Georges Feydeau
- Molière de la révélation féminine 2018 pour Vanessa Cailhol dans La Dame de chez Maxim
- Molière du spectacle musical 2018 pour La Dame de chez Maxim
- Molière du théâtre privé 2019 pour Mademoiselle Molière, de Gérard Savoisien, mise en scène Arnaud Denis
- Molière du seul.e en scène 2024 pour Kessel, la liberté à tout prix de et mise en scène par Mathieu Rannou interprété par Franck Desmedt